# Ángel Pedraza
Ángel Pedraza Lamilla (La Rinconada, 4 oktober 1962 – Barcelona, 8 januari 2011) was een Spaans profvoetballer en voetbalcoach. Hij overleed op 48-jarige leeftijd aan kanker.

## Loopbaan als speler
Pedraza speelde in de jaren tachtig als middenvelder bij FC Barcelona, eerst in de jeugdelftallen en van 1985 tot 1988 in het eerste team. Met FC Barcelona won Pedraza de Copa de la Liga (1986) en de Copa del Rey (1988). In 1986 was hij verliezend finalist in de Europa Cup I en hij was een van de vier spelers die hun strafschop niet wisten te benutten in de strafschoppenserie in de finale tegen Steaua Boekarest. In 1988 vertrok Pedraza naar RCD Mallorca, waar hij tot 1995 speelde en in 1991 verliezend finalist in de Copa del Rey was.

## Loopbaan als coach
Vervolgens was Pedraza jeugdtrainer bij FC Barcelona. Later was hij hoofdcoach bij verschillende kleinere Spaanse clubs en het Griekse Iraklis FC. Zijn laatste baan was de functie van hoofdcoach bij CE L'Hospitalet in 2010.